# Wapen van Strijen

Wapen van Strijen

Het wapen van Strijen werd op 24 juli 1816 bij koninklijk besluit aan de voormalige gemeente Strijen toegekend. Het wapen van de ooit machtige graven van Strijen was naar verluidt in zilver met drie St. Andrieskruisen van keel. Waar dit wapen van afgeleid is is niet bekend. Het wapen is later, in goud, het heerlijkheids- en gemeentewapen geworden. Het komt al voor, zonder schildhouders, op een zegel uit 1618. Vanaf 2019 is het wapen niet langer als gemeentewapen in gebruik omdat de gemeente Strijen in de nieuwe gemeente Hoeksche Waard op is gegaan. In het wapen van Hoeksche Waard zijn de drie kruisjes uit het Strijense wapen overgenomen.

## Blazoenering
De beschrijving van het wapen is als volgt: "Van goud, beladen met 3 sautoirs van keel. Het schild gedekt met eene kroon met 3 fleurons, alles van goud en vastgehouden door 2 klimmende leeuwen in hunne natuurlijke verwen".
N.B. de heraldische kleuren in het schild zijn: goud (geel) en keel (rood); de kroon heeft tevens 2x3 parels. Opvallend is dat het wapen meestal wordt afgebeeld met Adreaskruizen waarvan de uiteinde horizontaal zijn afgesneden en ongelijke hoeken hebben waardoor ze meer op de letter X lijken. Dit is ongebruikelijk in de Nederlandse heraldiek.

## Relatie met Breda en de regio
De eerste heren van Breda stamden uit het geslacht Strijen. Zij voerden het wapen van Strijen in omgekeerde kleuren, wat de oorsprong is van het wapen van Breda. Via de heren van Breda voeren ook veel andere plaatsen in deze regio wapens met drie andreaskruisen geplaatst twee, één (twee boven en een onder) o.a. Bergen op Zoom, Klundert, Zevenbergen, Willemstad, Dinteloord en Prinsenland en Made en Drimmelen. Het wapen van Strijen komt ook voor als onderdeel van enkele naburige plaatsen, zoals o.a. Westmaas, Groote Lindt en Kleine Lindt, Numansdorp, Klaaswaal en Cromstrijen.

## Verwante wapens

Het wapen van Breda
Het wapen van Kamerik
Het wapen van Hoeksche Waard

Ter Aar
· Aarlanderveen
· Abbenbroek
· Abtsregt
· Alkemade
· Alphen
· Ameide
· Ammerstol
· Arkel
· Asperen
· Benthuizen
· Bergambacht
· Bergschenhoek
· Berkel en Rodenrijs
· Berkenwoude
· Bernisse
· Biert
· Binnenmaas
· Bleiswijk
· Bleskensgraaf
· Bleskensgraaf en Hofwegen
· Bodegraven
· Boskoop
· Brandwijk
· Brielle
· Broek, Thuil en 't Weegje
· Charlois
· Cillaarshoek
· Cromstrijen
· De Lier
· De Mijl
· Delfshaven
· Den Bommel
· Dirksland
· Driebruggen
· Dubbeldam
· Everdingen
· Geervliet
· Giessen-Nieuwkerk
· Giessenburg
· Giessendam
· Giessenlanden
· Goedereede
· Gouderak
· Goudriaan
· Goudswaard
· Graafstroom
· 's-Gravendeel
· 's-Gravenzande
· Groot-Ammers
· Groote Lindt
· Haastrecht
· Hagestein
· Hardinxveld
· Hazerswoude
· Heenvliet
· Heer Oudelands Ambacht
· Heerjansdam
· Hei- en Boeicop
· Heinenoord
· Hekelingen
· Hekendorp
· Herkingen
· Hillegersberg
· Hellevoetsluis
· Hodenpijl
· Hoek van Holland
· Hof van Delft
· Hoogblokland
· Hoornaar
· IJsselmonde
· Jacobswoude
· Kamerik
· Katendrecht
· Kedichem
· Kethel en Spaland
· Kijfhoek
· Klaaswaal
· Kleine Lindt
· Korendijk
· Koudekerk aan den Rijn
· Kralingen
· Krimpen aan de Lek
· Lange Ruige Weide
· Langerak
· Leerbroek
· Leerdam
· Leidschendam
· Leimuiden
· Lekkerkerk
· Lexmond
· Liemeer
· Loosduinen
· Liesveld
· Maasdam
· Maasland
· Meerkerk
· Melissant
· Middelharnis
· Mijnsheerenland
· Moerkapelle
· Molenaarsgraaf
· Molenwaard
· Monster
· Moordrecht
· Naaldwijk
· Nederlek
· Niemandsvriend
· Nieuw-Beijerland
· Nieuw-Helvoet
· Nieuw-Lekkerland
· Nieuwe-Tonge
· Nieuwenhoorn
· Nieuwerkerk aan den IJssel
· Nieuwland
· Nieuwpoort
· Nieuwveen
· Noordeloos
· Noordwijkerhout
· Nootdorp
· Numansdorp
· Onwaard
· Ooltgensplaat
· Oostflakkee
· Oostvoorne
· Ottoland
· Oud-Alblas
· Oud-Beijerland
· Ouddorp
· Oude-Tonge
· Oudenhoorn
· Ouderkerk
· Ouderkerk aan den IJssel
· Oudewater
· Oudshoorn
· Overschie
· Papekop
· Pernis
· Peursum
· Piershil
· Pijnacker
· Poortugaal
· Puttershoek
· Reeuwijk
· Rhoon
· Rijnsaterwoude
· Rijnsburg
· Rijnwoude
· Rijsoord
· Rockanje
· Roxenisse
· Rozenburg
· Sandelingen-Ambacht
· Sassenheim
· Schelluinen
· Schiebroek
· Schipluiden
· Schoonhoven
· Schoonrewoerd
· Schuddebeurs en Simonshaven
· Sint Anthoniepolder
· Sint Maartensregt
· Sluipwijk
· Sommelsdijk
· Spijkenisse
· Stad aan 't Haringvliet
· Stellendam
· Stolwijk
· Stompwijk
· Stormpolder
· Streefkerk
· Strevelshoek
· Strijen
· Ter Aar
· Tienhoven
· Valkenburg
· Veur
· Vianen
· Vierpolders
· Vlaardingerambacht
· Vliet
· Vlist
· Voorburg
· Voorhout
· Vrijenban
· Waarder
· Warmond
· Wateringen
· Westmaas
· Westvoorne
· Wieldrecht
· Wijngaarden
· Woerden
· Woubrugge
· 't Woudt
· Zederik
· Zegwaart
· Zevenhoven
· Zevenhuizen
· Zevenhuizen-Moerkapelle
· Zouteveen
· Zuid-Beijerland
· Zuidbroek
· Zuidland
· Zwammerdam
· Zwartewaal

Heerlijkheidswapens:
ter Aa
· Albrandswaard
· Biesland
· Cromstrijen
· Duivenvoorde
· 's-Gravenambacht
· Hoog- en Wout-Harnas
· Langerak bezuiden de Lek
· Lek en Stormpolder
· Nederslingeland
· West-Nieuwland
· Oosterwijk
· Spieringshoek
· Vliet
· Voshol
· Vrijenban
· Vrijenhoeve
· Wieldrecht